# Толстой, Андрей Львович
Граф Андре́й Льво́вич Толсто́й (6 [18] декабря 1877, Ясная Поляна, Тульская губерния — 24 февраля [8 марта] 1916, Петроград) — русский государственный деятель, участник Русско-японской войны. Сын Льва Николаевича и Софьи Андреевны Толстых.

## Биография

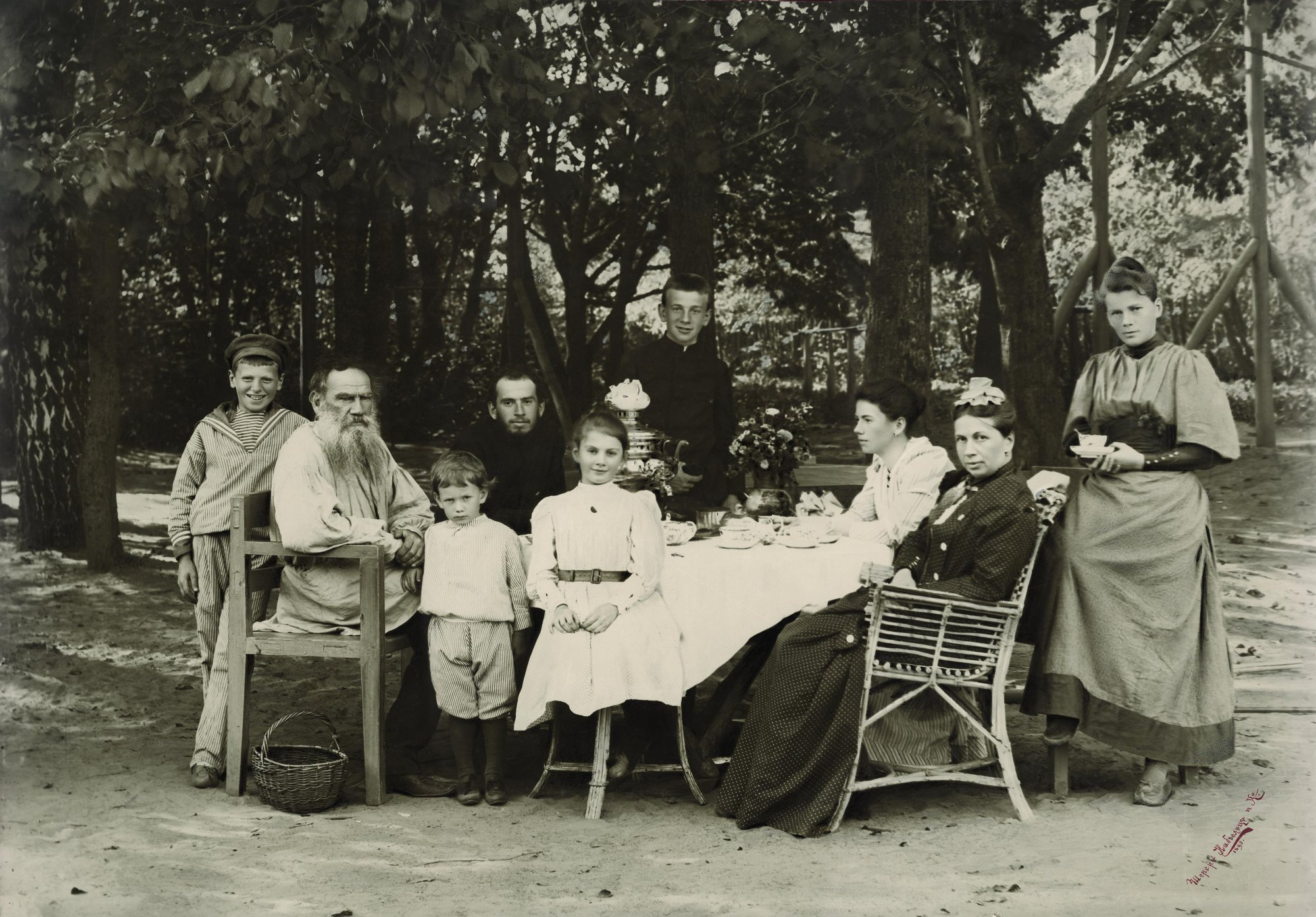
Семья Л. Н. Толстого, Андрей стоит в центре (1892)

Родился в 1877 году в Ясной Поляне в семье русского писателя графа Толстого. Будучи кутилой и страстным игроком, пользовался благодушным отношением со стороны отца и был его любимым сыном. Единственный из сыновей Толстых отправился на войну, вопреки антивоенным взглядам отца Л. Н. Толстого. Андрей считал, что был прототипом Фёдора Протасова в «Живом трупе».
Удивительно, почему я люблю его. Сказать, что оттого, что он искренен и правдив — неправда. Он Часто неправдив… Но мне легко, хорошо с ним. Люблю его. Отчего?Л. Н. Толстой, 
В апреле 1891 года в Ясной Поляне произошёл раздел имущества семьи Толстых, в результате которого Андрей Львович стал владельцем части самарского имения в Бузулукском уезде.

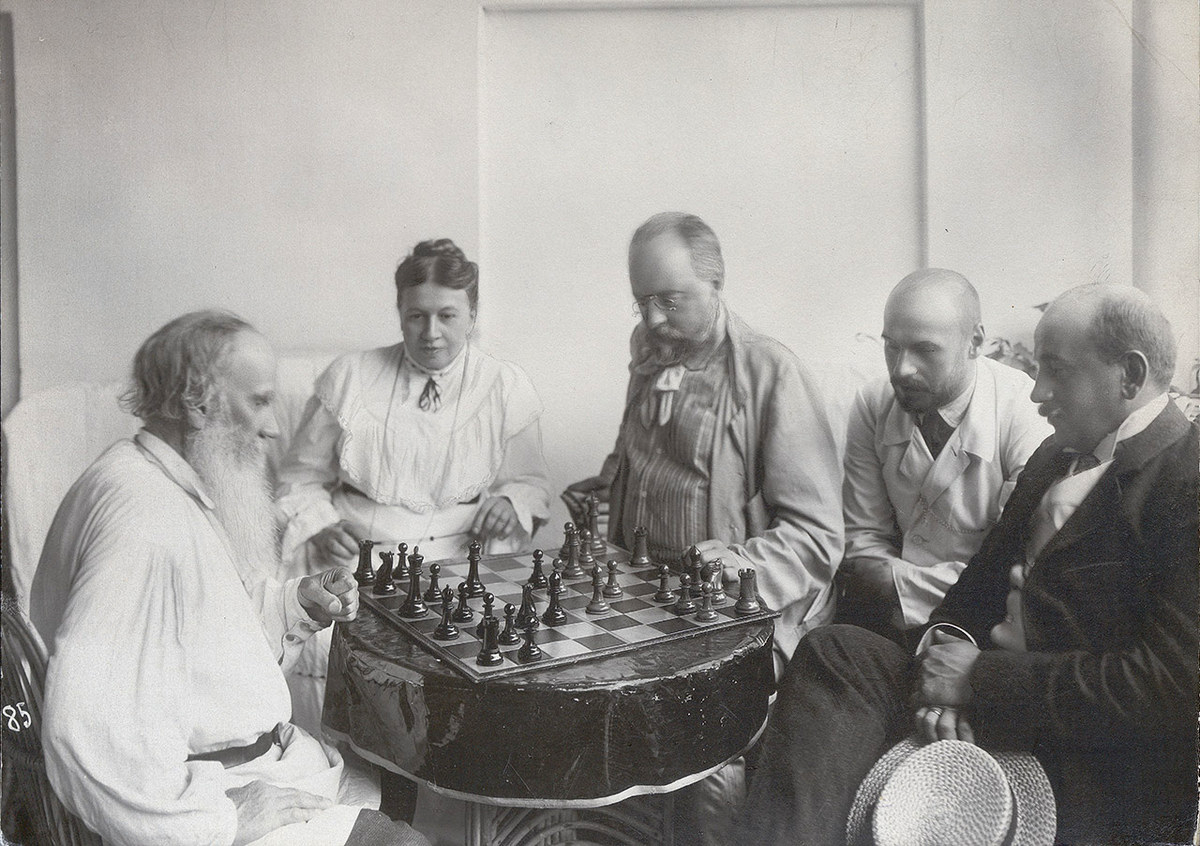
Андрей Толстой справа (1908)

В Москве познакомился с Ольгой Константиновной Дитерихс, дочерью генерала К. А. Дитерихса, свояченницей Черткова В. Г., на которой женился 8 января 1899 года в Туле.
Уехал на Русско-японскую войну в августе 1904 года вольноопределяющимся. Участвовал в сражениях на Дальнем Востоке в составе 217-го пехотного Кромского полка в чине старшего унтер-офицера. На войне был ранен, приказом от 27-го ноября 1904 года за № 186 получил знак отличия Военного ордена «за мужество и храбрость, оказанные разновременно в делах с японцами» и вернулся в Ясную Поляну.

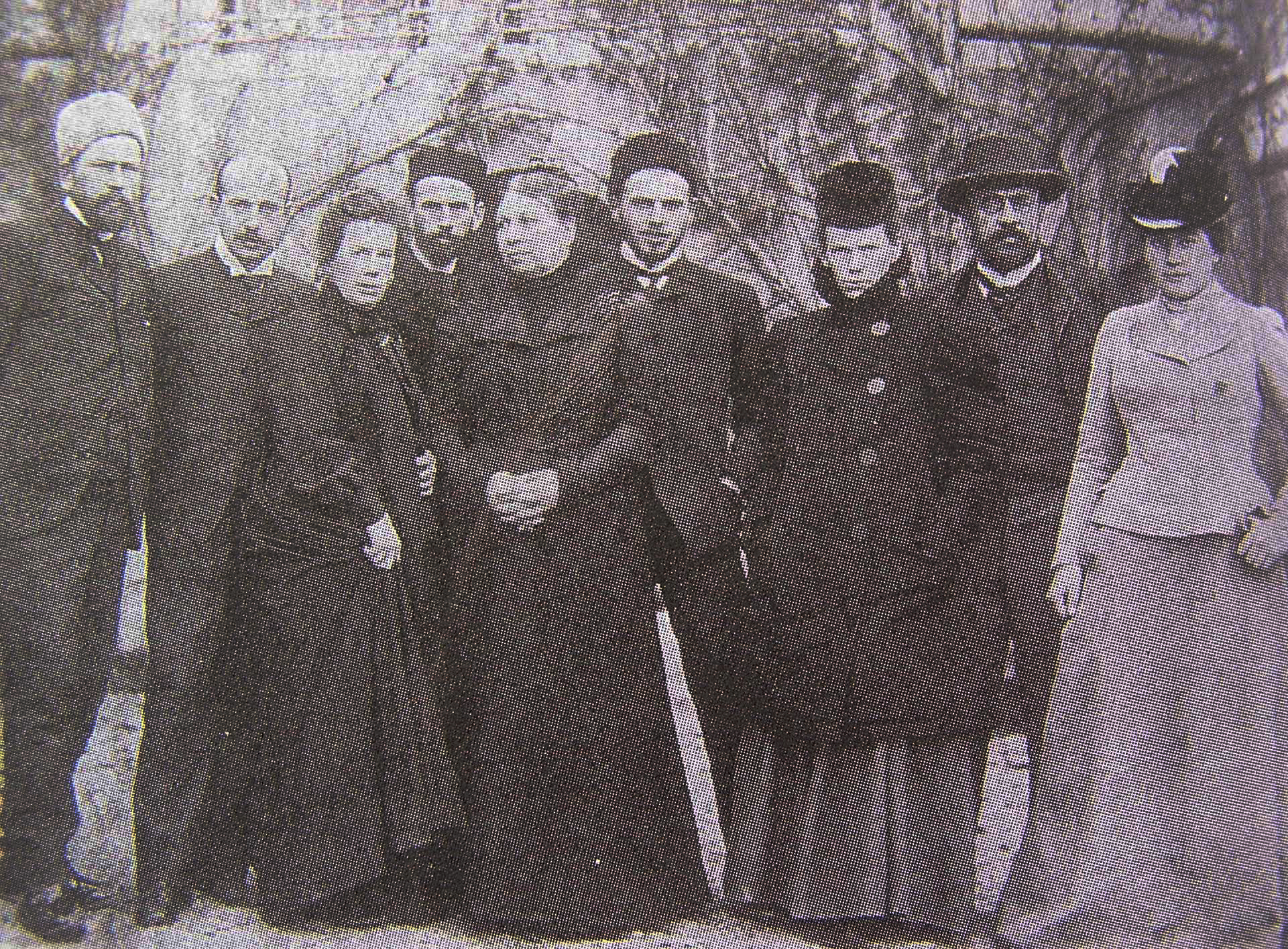
А. Л. Толстой второй слева (ок. 1900)

В 1907 году стал чиновником особых поручений при тульском губернаторе М. В. Арцимовиче. Андрей влюбился в его жену Екатерину, которая была старше его на несколько лет. В итоге она ушла от мужа к Толстому, оставив шестерых детей. После развода с первой женой в 1907 году женился на Екатерине. Л. Н. Толстой был в дружеских отношениях с Арцимовичем, поэтому был вынужден письменно объясняться за поступок сына.
Самой же Екатерине Васильевне он написал гневное письмо:
Не сердитесь на меня, милая, несчастная сестра, если слова мои покажутся вам резки; дело, о котором я буду говорить, так огромно важно, что надо оставить все внешние соображения для того, чтобы можно было ясно высказать то, что имеешь сказать.

Вы совершили одно из самых тяжелых и вместе с тем гадких преступлений, которые может совершать жена и мать, и, совершив это преступление, вы не делаете то, что свойственно всякой, не говорю христианке, но самой простой, не потерявшей всякую совесть женщине, не ужасаетесь перед своим грехом, не каетесь в нём… Опомнитесь, милая сестра, и поймите, что совершенный грех, как сорванный цветок, ничем нельзя сделать несовершенным… Ваш муж страдает жестоко, но страдания его возвышают, очищают ему душу. Ваши же страдания гадкие, низкие, все больше и больше принижающие оскверняющие вашу душу… жалко мне и его и вас особенно за то будущее, которое ожидает вас. И это будущее я вижу также ясно, как я вижу перед собой стоящую чернильницу И это будущее ужасно. Особенно тесное сожительство вследствие исключительного семейного положения с человеком с праздными, роскошными и развратными привычками, самоуверенным, несдержанным и лишенным каких бы то ни было нравственных основ, и при этом бедность при привычке обоих к роскоши и у каждого брошенные семьи…Л. Н. Толстой — Е. В. Арцимович, 2 июня 1907 года, 
В период подавления революции 1905—1907 годов открыто поддерживал смертную казнь.
Андрей Львович был против отказа отца от авторских прав и в 1910 году открыто принял сторону матери в её конфликте с Чертковым В. Г. и мужем по поводу его завещания.
Скончался 24 февраля 1916 года в Петрограде от заражения крови. Похоронен в Александро-Невской лавре на Никольском кладбище (5-я дор.).

## Семья

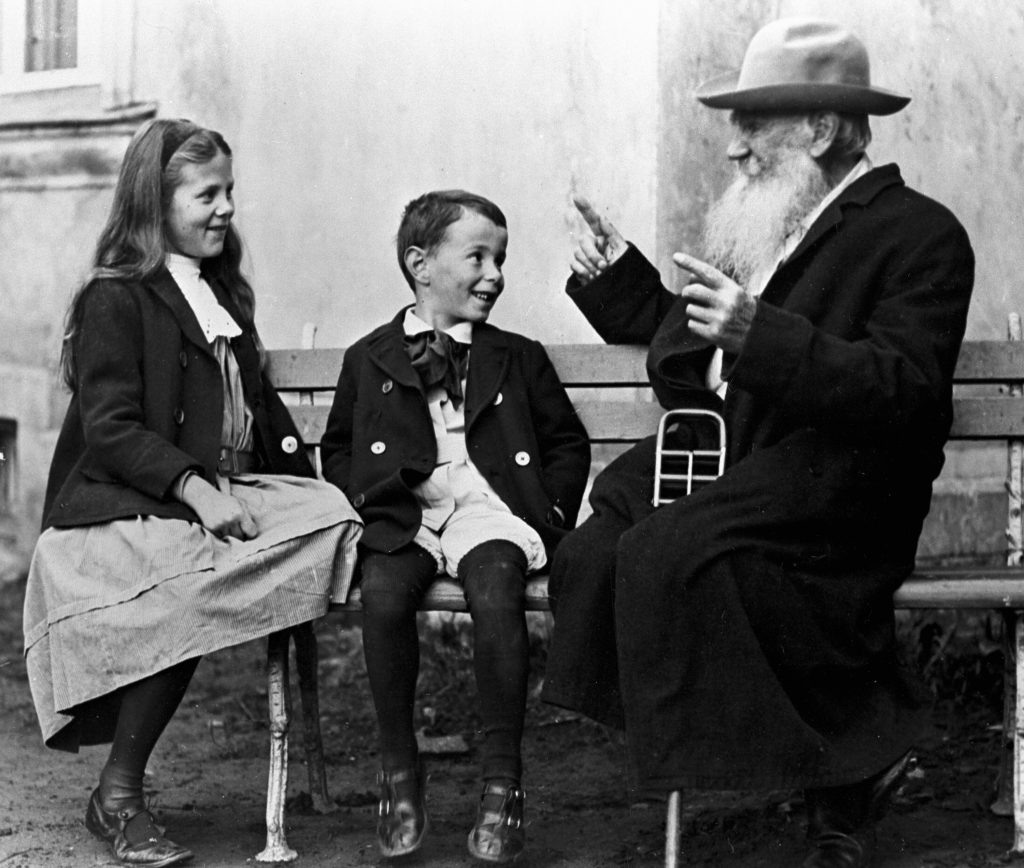
Л. Н. Толстой рассказывает сказку внукам — Софье и Илье (1909)

Жена (с 1899): Ольга Константиновна Дитерихс (27 сентября 1872 — 14 октября 1951). Их дети:
- Софья (12 апреля 1900 — 29 июля 1957)
- Илья (3 февраля 1903 — 28 октября 1970)[11] — полковник армии США, известен своей военно-дипломатической миссией из США в Тибет в годы Второй мировой войны и сопутствующей фотосъёмкой[12].

Второй брак (1907) — с Екатериной Васильевной Горяиновой (в замужестве — Арцимович; 1876—1959, Москва). После её развода с М. В. Арцимовичем по решению суда шестеро детей — две дочери и четверо сыновей — остались с Михаилом Викторовичем, а в июле 1907 года он подал в отставку с поста тульского губернатора.
- Мария (17 февраля 1908—1993, Нью-Йорк)[11]. После 1917 года — в эмиграции, в Чехословакии. 1-й брак — Ваулин Александр Петрович (1894—1976), композитор, выпускник Петроградской консерватории, сын художника П. К. Ваулина. 2-й брак (с 1938 г.) — Мансветов Владимир Федорович (1909—1974). В 1938 году Мария Мансветова-Толстая вместе с мужем эмигрировала в США; впоследствии супруги расстались. В США Мария Андреевна работала на Радио «Свобода», ассистентом в Национальной армии США, преподавала русский язык в Корнельском, Колумбийском, Индианопольском и Мичиганском университетах, участвовала в политической жизни республиканской партии. В 1957 году Толстая побывала в Советском Союзе — в Москве и Ленинграде.
  - Дети: Иван Александрович Ваулин (1939—1971), Татьяна Александровна Ваулина (1929—2003). Муж Татьяны — Владимир Бенетка. Дети — Петр (1965 г.р.), Яна (1970 г.р.). Прямые потомки Льва Толстого живут в Чехии.